# Emmanuelle Riva
Emmanuelle Riva (geboren Paulette Germaine Riva), Cheniménil, 24 februari 1927 – Parijs, 27 januari 2017) was een Franse actrice. Ze werd beroemd door haar rollen in de films Hiroshima mon amour (1959), Thérèse Desqueyroux (1962) en Amour (2012).

## Leven en werk

### Afkomst en toneelopleiding
Het beroep van naaister waarvoor de jonge Emmanuelle voorbestemd leek, gaf haar weinig voldoening. Omdat ze heel graag toneelstukken las besloot ze zich aan te sluiten bij een amateurtheatergezelschap. Ze raakte stilletjes aan overtuigd van haar mogelijkheden en ze deed, ondanks de tegenkantingen van haar familie, mee aan de toelatingsproef voor de École nationale supérieure des arts et techniques du théâtre (ENSATT) in Parijs. Ze slaagde en kreeg een studiebeurs.

### Filmactrice

#### Debuut en doorbraak
In 1958 werd ze tijdens een opvoering van L'Épouvantail, een toneelstuk van Dominique Rolin, opgemerkt door Alain Resnais, die haar meteen aantrok voor de vrouwelijke hoofdrol in zijn eerste langspeelfilm, de Nouvelle vague-sleutelfilm Hiroshima mon amour (1959). Op slag werd ze wereldwijd bekend. 

#### Jaren zestig
In de vroege jaren zestig vertolkte ze stevige rollen in prenten als het concentratiekampdrama Kapò (1961), de dramatische komedie Léon Morin, prêtre (1961), waarin ze als ongelovige vrouw uitgerekend op een priester (vertolkt door mooie jongen Jean-Paul Belmondo) verliefd werd, en het echtelijk drama Thérèse Desqueyroux (1962).
Uit die periode vielen nog haar delicate rol van echtgenote van een van verkrachting beschuldigde onderwijzer (vertolkt door Jacques Brel, die hier als acteur debuteerde) in Les Risques du métier (1967) en haar rol in de literaire film La Modification (1970) op.

#### Jaren zeventig en tachtig
Na die denderende start was ze minder en minder op het grote scherm te zien. Ze werkte voornamelijk nog samen met eigenzinnige en karaktervolle filmregisseurs als Fernando Arrabal, Jean-Pierre Mocky en Marco Bellocchio. 

#### Jaren negentig
Vanaf de jaren negentig bouwde ze weer een bescheiden filmcarrière op : ze speelde opgemerkte bijrollen als moeder, tante of grootmoeder in werk van jonge filmregisseurs. Vermeldenswaardig waren onder meer haar rol van matriarch (een zeldzame hoofdrol) in Loin du Brésil (1992) en haar rol als moeder van Juliette Binoche in Trois couleurs: Bleu (1993).

#### Jaren 2000: comeback metAmour
Met de film Amour kwam ze in 2012 opnieuw volop in de belangstelling dankzij haar voldragen vertolking van een bejaarde pianodocente die door een herseninfarct getroffen wordt. Gesteund door filmechtgenoot Jean-Louis Trintignant gaat ze moedig door een langdurig en pijnlijk aftakelingsproces en uiteindelijk spreekt ze de wens uit te sterven. 

### Andere activiteiten
Naast haar filmwerk heeft Emmanuelle Riva tussen 1954 en 2001 een vruchtbare carrière in de toneelwereld opgebouwd. Toen het minder vlotte in de filmwereld zette ze haar toneelcarrière onverminderd verder, ze speelde zowel het klassieke repertoire (Molière, Shakespeare, Marivaux) als moderne auteurs als Nathalie Sarraute en Henry de Montherlant.
Ze publiceerde eveneens drie dichtbundels. Ze werkte ook mee aan verscheidene plaatopnames.
Riva overleed in 2017 op bijna 90-jarige leeftijd aan de gevolgen van kanker. 

## Filmografie (selectie)
- 1958: Les Grandes Familles (Denys de La Patellière)
- 1959: Hiroshima mon amour (Alain Resnais)
- 1960: Recours en grâce (László Benedek)
- 1960: Adua e le compagne (Antonio Pietrangeli)
- 1961: Kapò (Gillo Pontecorvo)
- 1961: Léon Morin, prêtre (Jean-Pierre Melville)
- 1962: Climats (Stellio Lorenzi)
- 1962: Thérèse Desqueyroux (Georges Franju)
- 1965: Thomas l'imposteur (Georges Franju)
- 1967: Les Risques du métier (André Cayatte)
- 1970: La Modification (Michel Worms)
- 1972: Les Portes de feu (Claude Bernard-Aubert)
- 1973: J'irai comme un cheval fou (Fernando Arrabal)
- 1975: Au long de rivière Fango (Sotha)
- 1976: Le Diable au cœur (Bernard Queysanne)
- 1982: Y a-t-il un Français dans la salle ? (Jean-Pierre Mocky)
- 1982: Les Yeux, la bouche (Marco Bellocchio)
- 1983: Liberté, la nuit (Philippe Garrel)
- 1988: Les Tribulations de Balthasar Kober (Wojciech Has)
- 1989: La Passion de Bernadette (Jean Delannoy)
- 1991: Pour Sacha (Alexandre Arcady)
- 1992: Loin du Brésil (Tilly)
- 1993: Trois couleurs: Bleu (Krzysztof Kieślowski)
- 1993: L'Ombre du doute (Aline Issermann)
- 1999: Vénus beauté (institut) (Tonie Marshall)
- 2001: C'est la vie (Jean-Pierre Améris)
- 2003: Vert paradis (Emmanuel Bourdieu)
- 2004: Éros thérapie (Danièle Dubroux)
- 2006: Mon fils à moi (Martial Fougeron)
- 2008: Le Grand Alibi (Pascal Bonitzer)
- 2011: Le Skylab (Julie Delpy)
- 2012: Amour (Michael Haneke)
- 2013: Tu honoreras ta mère et ta mère (Brigitte Roüan)

## Dichtbundels
- 1969: Juste derrière le sifflet des trains, Librairie Saint-Germain-des-Prés (heruitgegeven in 1976).
- 1975: Le Feu des miroirs, Librairie Saint-Germain-des-Prés, Paris.
- 1982: L'Otage du désir, Nouvelles Éditions Latines, Paris.

## Discografie
- Florilège de la Poésie Amoureuse Française : Moyen Âge – Renaissance, gedichten gebracht door Emmanuelle Riva en Pierre Vaneck, Deutsche Grammophon Gesellschaft, collectie Archive littéraire no 43905.
- Il faudra que je me souvienne...Ravensbrück, gedichten en teksten van Micheline Maurel, gebracht door Silvia Monfort, Emmanuelle Riva, Catherine Sellers en Jany Sylvaire (naar aanleiding van de 30e verjaardag van de bevrijding van de kampen), Alvares/La Boîte à Musique.
- La Grande Nuit (Ravensbrück), onuitgegeven gedichten gebracht door Silvia Monfort en Emmanuelle Riva, muziek van Joseph Kosma, Barclay.
- Tchaïkovski raconté aux enfants, tekst van Michel Hofman, voorgelezen door Emmanuelle Riva, Le Petit Ménestrel.
- Cher Diego, Quiela t'embrasse, tekst van Elena Poniatowska, voorgelezen door Emmanuelle Riva, Éditions Claudine Ducaté.

## Prijzen
- 1962: Thérèse Desqueyroux : Coppa Volpi voor de Beste vrouwelijke vertolking op het Filmfestival van Venetië
- 2012: Prix Marguerite-Duras : bekroning van een ganse carrière
- 2012: Amour : Joseph Plateau Honorary Award op het Internationaal filmfestival van Vlaanderen-Gent
- 2012: Amour : Beste actrice op de 25e Europese Filmprijzen
- 2013: Amour : Prix Lumières voor beste actrice
- 2013: Amour : César voor beste actrice
- 2013: Amour : BAFTA Award voor beste vrouwelijke hoofdrol
- 2013: Amour :  genomineerd voor een Academy Award als beste actrice. Ze was in februari 2013 bij de 85ste Oscaruitreiking de tot dan oudste actrice die ooit genomineerd werd voor een Oscar.

- Bibsys: 3098275
- Biblioteca Nacional de España: XX1675075
- Bibliothèque nationale de France: cb126352403 (data)
- Catàleg d'autoritats de noms i títols de Catalunya: 981058507897706706
- CiNii: DA15221783
- Gemeinsame Normdatei: 13017016X
- International Standard Name Identifier: 0000 0000 8082 1933
- Library of Congress Control Number: n84001792
- Nationale Bibliotheek van Letland: 000344515
- MusicBrainz: 7965e4fd-1937-4b3c-b73e-392ce3212883
- Bibliotheek van het Japanse parlement: 01146940
- Nationale Bibliotheek van Tsjechië: xx0180062
- Nationale Bibliotheek van Israël: 987007430494505171
- Nederlandse Thesaurus van Auteursnamen: 142079537
- PIC: 386829
- Réseau des bibliothèques de Suisse occidentale: 02-A003749386
- Système universitaire de documentation: 02710172X
- Virtual International Authority File: 2593437
- WorldCat: E39PBJqFRrXy9jrdKB98JtGJXd